# Anti-Icon
(Ghostemane, A.I.)
Anti-Icon è l'ottavo album in studio del rapper statunitense Ghostemane, pubblicato il 21 ottobre del 2020. Rispetto agli album precedenti il disco si focalizza di più sul metal, genere che il rapper definisce la sua maggiore influenza.

## Il disco
L'album, annunciato il 22 luglio 2020, è stato pubblicato in streaming il 21 ottobre dello stesso anno. Rispetto ai precedenti album, Ghostemane si distacca dall'hip hop con l'intento di creare un vero e proprio disco metal, soprattutto influenzato dall'industrial e dal rumorismo, con moltissime influenze trap, tant'è che Radio Città Aperta ha definito il disco "come se gli album dei Nine Inch Nails e dei Three 6 Mafia fossero  stati gettati in un tritacarne".

## Curiosità
Alla fine della traccia Melancholic è possibile ascoltare un pianoforte che suona le note di Freezing Moon dei Mayhem.

## Tracce
Testi e musiche di Ghostemane.
1. Intro Destitude – 1:56
2. Vagabond – 1:54
3. Lazaretto – 1:53
4. Sacrilege – 2:22
5. A.I. – 2:55
6. Fed Up – 2:32
7. The Winds of Change – 2:40
8. Hydrochloride – 2:27
9. Hellrap – 2:11
10. Anti-Social Masochistic Rage [ASMR] – 3:14
11. Melancholic – 4:43
12. Calamity – 2:43
13. Falling Down – 4:41

## Formazione
- Ghostemane – voce, testi e produzione
- Mark Bronzino – chitarra
- Cayle Sain – batteria
- Arthur Rizk – mixing, mastering